# Jésus de Nazareth (mini-série)
Pour les articles homonymes, voir Jésus et Jésus de Nazareth.
A.D. : Anno Domini
Jésus de Nazareth (Jesus of Nazareth / Gèsù di Nazareth) est une mini-série italo-britannique en quatre épisodes d’une durée cumulée de six heures et seize minutes, réalisée par Franco Zeffirelli, et diffusée à partir de 1977. Une version abrégée en est également sortie au cinéma, en 1978.
La série relate la naissance, le ministère, le procès, la mort et la résurrection de Jésus de Nazareth tels que présentés dans le Nouveau Testament. Produite par Lew Grade (en) et diffusée pour la première fois pour le dimanche des Rameaux et le jour de Pâques de 1977, elle a été écrite par Franco Zeffirelli et Suso Cecchi D'Amico. Cette mini-série a eu beaucoup de succès et a été diffusée à la télévision dans un certain nombre de pays.

## Synopsis
La vie de Jésus de Nazareth telle que relatée dans les trois évangiles synoptiques ; les épisodes sont représentés selon l’ordre chronologique.

## Fiche technique
- Titre français : Jésus de Nazareth
- Titre italien : Gèsù di Nazareth
- Titre anglais : Jesus of Nazareth
- Réalisateur : Franco Zeffirelli
- Scénario : Franco Zeffirelli et Suso Cecchi D'Amico, d'après le roman Man of Nazareth (en français : L'Homme de Nazareth) d'Anthony Burgess
- Producteur : Lew Grade (en) et Vincenzo Labella
- Musique : Maurice Jarre
- Photo : Armando Nannuzzi et David Watkin
- Montage : Reginald Mills
- Décors : Gianni Quaranta
- Lieux de tournage : Tunisie, Maroc, Mexique
- Costumes : Marcel Escoffier et Enrico Sabbatini
- Son : David Stephenson
- Format : couleur - 35 mm - 1,37:1 - son : mono
- Société de distribution : ITV (diffusion originale au Royaume-Uni), NBC (diffusion originale EU)
- Pays d'origine :  Italie et  Royaume-Uni
- Genre : biographique, drame historique
- Langue de tournage : anglais
- Durée : 376 minutes (pour la version télévisée) répartie en quatre épisodes ; durée à préciser (pour la version cinématographique)
- Dates de diffusion et sortie : 
  - Royaume-Uni : 27 mars 1977
  - États-Unis : 3 avril 1977
  - France : 11 janvier 1978 et 15 mars 1978 (cinéma) ; 5 avril 1980 (télévision)
  - Allemagne : 19 mars 1978
  - Québec : trois parties du 11 au 13 avril 1979 à la Télévision de Radio-Canada[1],[2], puis rediffusée à Pâques les années suivantes.

## Distribution
- Robert Powell (VF : Bernard Murat) : Jésus de Nazareth
- Anne Bancroft (VF : Michèle Bardollet) : Marie de Magdala
- Ernest Borgnine (VF : Roger Lumont) : un centurion
- James Farentino (VF : Sady Rebbot) : Simon Pierre
- Ian McShane (VF : Michel Bedetti) : Judas Iscariote
- Christopher Plummer (VF : Jacques Dacqmine) : Hérode Antipas
- Olivia Hussey (VF : Catherine Lafond) : Marie de Nazareth
- Tony Vogel (VF : Michel Paulin) : saint André
- John Duttine : saint Jean
- Michael York (VF : Alain Dorval) : Jean le Baptiste
- Jonathan Muller : Jacques de Zébédée
- Claudia Cardinale : une femme adultère
- Valentina Cortese (VF : Nadine Alari) : Hérodiade
- Sergio Nicolai : Jacques d'Alphée
- James Mason (VF : Roland Ménard) : Joseph d'Arimathie
- Laurence Olivier (VF : Louis Arbessier) : Nicodème
- Anthony Quinn (VF : Henry Djanik) : Caïphe
- Rod Steiger (VF : André Valmy) : Ponce Pilate
- John Eastham : saint Barthélemy
- Ian Holm (VF : Gabriel Cattand) : Zerah
- Ian Bannen : Amos
- Keith Skinner : un garçon possédé
- Keith Washinghton : saint Matthieu
- Isabel Mestres (VF : Béatrice Delfe) : Salomé
- David Garfield : Amos
- James Earl Jones (VF : Robert Liensol) : Balthazar
- Stacy Keach : Barabbas
- Tony Lo Bianco (VF : Dominique Paturel) : Quintilius
- Donald Pleasence (VF : Georges Riquier) : Melchior
- Fernando Rey (VF : Jean-Henri Chambois) : Gaspard
- Ralph Richardson (VF : Jean Martinelli) : Siméon
- Peter Ustinov (VF : Georges Aminel) : Hérode Ier le Grand
- Cyril Cusack (VF : Henri Virlogeux) : Juda bar Ilaï
- Yorgo Voyagis (VF : Claude Giraud) : Joseph
- Marina Berti (VF : Régine Blaess) : Élisabeth
- Maria Carta : Marthe
- Robert Beatty : Proculus
- Nancy Nevinson : Abigail
- Lorenzo Monet : Jésus à l’âge de 12 ans
- Simon MacCorkindale (VF : Jacques Balutin) : Lucius

## Production

### Genèse
L'idée originale vint d'abord de la télévision italienne, qui contacta Lew Grade à l'ATA, ce dernier venait de produire le téléfilm Moïse, les dix commandements avec Burt Lancaster. Enthousiasmé, Lew Grade s'envola pour Rome où il obtint une audience avec le pape Paul VI. Le pape donna son accord à l'ensemble du projet, mais la télévision italienne tenait à avoir un droit de regard sur le réalisateur. Celui en tête de liste était d'abord Ingmar Bergman, à qui ils commandèrent un premier synopsis, mais le traitement donné par Bergman à l'histoire ne fut pas satisfaisant. Lew Grade approcha alors Franco Zeffirelli, connaissant ses convictions religieuses profondes. Voyant l'ampleur du projet, quelques jours avant Noël 1973, Zeffirelli télégraphia son accord et le projet démarra.

### Casting
Zeffirelli voulait à tout prix éviter de truffer la série de célébrités ne cadrant pas avec l'aspect saint de l'histoire, comme la Vierge Marie par exemple. Alors intervint Laurence Olivier, fervent chrétien, qui brûlait d'envie de participer au projet sans en tirer gloire ou argent. Le producteur associé de la série, Dyson Lovell (en), qui collaborait avec Zeffirelli depuis Roméo et Juliette, établit un système de rémunération attribuant à chaque vedette 30 000 $ par semaine, ni plus ni moins. La présence d'Olivier dans la distribution déclencha l'afflux de vedettes du monde entier : Anthony Quinn interpréterait Caïphe : Ernest Borgnine le centurion ; Peter Ustinov le roi Hérode ; Christopher Plummer, Hérode Antipas ; James Mason, Joseph d'Arimathie. Elizabeth Taylor fut d'abord pressentie pour le rôle de Marie Madeleine, mais, souffrante, c'est Anne Bancroft qui fut engagée malgré des exigences salariales élevées, procédé qu'elle utilisait pour décourager les producteurs malvenus. Le rôle de Pilate fut offert à Marcello Mastroianni, mais le cachet qu'il demandait étant trop élevé, Rod Steiger fut engagé à sa place.
Pour la Vierge Marie, Zeffirelli se souvint d'Olivia Hussey de qui il était demeuré proche depuis le tournage de Roméo et Juliette. Un essai convainquit les producteurs qu'elle pouvait jouer à la fois la Vierge jeune et la Vierge de douleur. Pour la scène de l'Annonciation, Zeffirelli rejeta l'idée d'un ange entouré d'un halo de lumière au profit d'un simple rayon de lumière tombant sur son visage depuis une ouverture dans le mur.
L'acteur britannique Robert Powell auditionnait pour le rôle de Judas lorsque Zeffirelli remarqua que ses yeux conviendraient peut-être au personnage du Christ. Il tint à lui faire faire un essai, malgré l'opposition d'un des producteurs. Zeffirelli envoya Powell bronzer au soleil pour faire perdre, selon ses dires, son aspect trop blanchâtre à l'acteur britannique. Zeffirelli fut stupéfait de la prestation de Powell et l'engagea pour jouer le Christ. Le Christ enfant est interprété par Lorenzo Monet à l'âge de douze ans et par Immad Cohen en bas âge.

## Accueil

### Box-office
La mini-série a fait le tour du monde et a connu un succès considérable avec 27 millions de spectateurs en Italie et 2,5 milliards dans le monde entier. Elle a été tournée en Tunisie, au Maroc et au Mexique sur un budget estimé entre 12 millions $ et 18 millions $, et a même été nommé aux Emmy Awards du théâtre.

### Controverse
Avant sa diffusion initiale, la série fut le centre d'une levée de boucliers de certains chrétiens évangéliques américains menés par Bob Jones, Sr. (en), fondateur de l'université Bob Jones en Caroline du Sud. Franco Zeffirelli avait déclaré à un journaliste du Modern Screen que le film tenterait de dépeindre Jésus comme un homme ordinaire, doux, fragile et simple. Jones dénonça comme un blasphème cette dénaturation de la nature divine du Christ. À la suite de cette déclaration, 18 000 lettres de colère furent envoyées à General Motors qui avait sponsorisé la série pour trois millions de dollars. Devant la controverse, GM se retira et sacrifia son investissement.

## Récompenses et nominations

### Nominations
- British Academy Television Awards :
  - Meilleur acteur
  - Meilleur caméraman
  - Meilleure pièce de théâtre
  - Meilleur montage
  - Meilleurs costumes
  - Meilleur son
- British Academy Film Awards :
  - Meilleur réalisateur : Franco Zeffirelli
  - Meilleur acteur : Robert Powell
  - Meilleur montage : Reginald Mills
  - Meilleurs costumes : Marcel Escoffier et Enrico Sabatini
  - Meilleur son : Simon Kaye et Gerry Humphreys